# Liste der Baudenkmäler in Saarwellingen
In der Liste der Baudenkmäler in Saarwellingen sind alle Baudenkmäler der saarländischen Gemeinde Saarwellingen und ihrer Ortsteile aufgelistet. Grundlage ist die Veröffentlichung der Landesdenkmalliste im Amtsblatt des Saarlandes vom 22. Dezember 2004 und die aktuelle Teildenkmalliste des Landkreises Saarlouis in der Fassung vom 9. August 2017.

## Reisbach
| Lage                   | Bezeichnung                             | Beschreibung | Bild |
| ---------------------- | --------------------------------------- | --- | ---- |
| Kirchenstraße 101 Lage | Schwesternwohnhaus                      | Erbaut um 1914 |      |
| Kirchplatz Lage        | Kath. Kirche St. Marien mit Ausstattung | St. Marien wurde 1885/86 nach Plänen von Kreisbaumeister Carl Friedrich Müller im neugotischen Stil errichtet. Die dreischiffige Hallenkirche ist in vier Joche mit Kreuzrippengewölben unterteilt. An das Langhaus schließt sich ein fünfseitiger Chor an. Der gestufte, rechteckige Turm besitzt einen oktogonalen Aufsatz mit Spitzhelm. Seitlich an den Turm ist ein niedrigerer Treppenturm angefügt. |      |

## Saarwellingen
| Lage                                                            | Bezeichnung                                                                | Beschreibung | Bild |
| --------------------------------------------------------------- | -------------------------------------------------------------------------- | --- | --- |
| Zur Dynamitfabrik Lage                                          | Ensemble Dynamitfabrik Saarwellingen                                       | Die Sprengstofffabrik wurde 1910 eröffnet. Ende der 1960er Jahre wurde die Produktion eingestellt und danach noch eine Zeit lang Kunststoffprofile hergestellt. Große Teile der ehemaligen Produktionsstätten wurden inzwischen abgerissen, das Gelände wurde als Wohn- und Arbeitsstätte umgenutzt, ein künstlicher See geschaffen. Die erhaltenen Gebäude stammen meist aus den ersten Jahren der Produktion und gelten als typische Funktionalarchitektur jener Zeit. | Die Sprengstofffabrik wurde 1910 eröffnet. Ende der 1960er Jahre wurde die Produktion eingestellt und danach noch eine Zeit lang Kunststoffprofile hergestellt. Große Teile der ehemaligen Produktionsstätten wurden inzwischen abgerissen, das Gelände wurde als Wohn- und Arbeitsstätte umgenutzt, ein künstlicher See geschaffen. Die erhaltenen Gebäude stammen meist aus den ersten Jahren der Produktion und gelten als typische Funktionalarchitektur jener Zeit. |
| Zur Dynamitfabrik Lage                                          | Ensemble Dynamitfabrik Saarwellingen                                       | Zur Dynamitfabrik, Sprengstoffmagazine, 1911/12 (Ensemblebestandteil) | |
| Zur Dynamitfabrik Lage                                          | Ensemble Dynamitfabrik Saarwellingen                                       | Zur Dynamitfabrik, Abfallwasserstation, 1. Hälfte 20. Jh. (Ensemblebestandteil) | |
| Zur Dynamitfabrik Lage                                          | Ensemble Dynamitfabrik Saarwellingen                                       | Zur Dynamitfabrik, Sprengölfabrik, um 1911 (Ensemblebestandteil) | |
| Zur Dynamitfabrik Lage                                          | Ensemble Dynamitfabrik Saarwellingen                                       | Zur Dynamitfabrik, Nachscheidung, 1. Hälfte 20. Jh. (Ensemblebestandteil) | |
| Zur Dynamitfabrik Lage                                          | Ensemble Dynamitfabrik Saarwellingen                                       | Zur Dynamitfabrik, Sogen. „A-Knete“, Sprengstoffknetstation, Maschinenhaus, Knethaus, Knetmaschine, Antriebswelle, Ölschalter, Ampermeter | |
| Zur Dynamitfabrik Lage                                          | Ensemble Dynamitfabrik Saarwellingen                                       | Zur Dynamitfabrik, Collodium-Wollsiebung, 1. Hälfte 20. Jh. (Ensemblebestandteil) | |
| Zur Dynamitfabrik Lage                                          | Ensemble Dynamitfabrik Saarwellingen                                       | Zur Dynamitfabrik, Laboratorium, 1911 (Ensemblebestandteil) | |
| Zur Dynamitfabrik Lage                                          | Ensemble Dynamitfabrik Saarwellingen                                       | Zur Dynamitfabrik, Transformatorenstation, 1913 (Ensemblebestandteil) | |
| Zur Dynamitfabrik Lage                                          | Ensemble Dynamitfabrik Saarwellingen                                       | Zur Dynamitfabrik, Pumpenhaus, 1913 (Ensemblebestandteil) | |
| Zur Dynamitfabrik Lage                                          | Ensemble Dynamitfabrik Saarwellingen                                       | Zur Dynamitfabrik, Wasserhochbehälter, um 1930, Instandsetzung 1948 (Einzeldenkmal) | |
| Zur Dynamitfabrik Lage                                          | Ensemble Dynamitfabrik Saarwellingen                                       | Zur Dynamitfabrik, Schornstein, erneuert nach 1945 (Ensemblebestandteil) | |
| Zur Dynamitfabrik Lage                                          | Ensemble Dynamitfabrik Saarwellingen                                       | Zur Dynamitfabrik, um 1911 Maschinenhaus, 1913 Anbau Kesselhaus (Ensemblebestandteil) | |
| Zur Dynamitfabrik Lage                                          | Ensemble Dynamitfabrik Saarwellingen                                       | Zur Dynamitfabrik, Waschhaus, um 1910 (Ensemblebestandteil) | |
| Zur Dynamitfabrik Lage                                          | Ensemble Dynamitfabrik Saarwellingen                                       | Zur Dynamitfabrik, Gleisanlage, Lokomotivdrehscheibe (Ensemblebestandteil) | |
| Zur Dynamitfabrik Lage                                          | Ensemble Dynamitfabrik Saarwellingen                                       | Zur Dynamitfabrik, Gerätehaus, um 1911 (Ensemblebestandteil) | |
| Zur Dynamitfabrik Lage                                          | Ensemble Dynamitfabrik Saarwellingen                                       | Zur Dynamitfabrik, Technisches Magazin, 1911 (Ensemblebestandteil) | |
| Zur Dynamitfabrik Lage                                          | Ensemble Dynamitfabrik Saarwellingen                                       | Zur Dynamitfabrik, Schreinerei, 1911 (Ensemblebestandteil) | |
| Zur Dynamitfabrik, Papierstation, um 1911 (Ensemblebestandteil) |                                                                            | | |
| Bahnhofstraße 55 Lage                                           | Wegekreuz                                                                  | Das Wegekreuz wurde im 1. Viertel des 19. Jahrhunderts erschaffen. Über dem massiven, grob behauenen Sockel zeigt der Fuß des Kruzifix ein Madonna-mit-Kind-Relief. Darüber ist ein Totenkopf, auf dem die Füße Christi ruhen. | |
| Definitor-Dahm-Straße (Friedhof) Lage                           | Grabstätte der Familie Georg Blaß-Theis, 1. Viertel 20. Jh. von Georg Blaß | | |
| Eichbergstraße Lage                                             | kath. Pfarrkirche St. Blasius und St. Martinus mit Ausstattung             | Die Kirche wurde in den Jahren 1898 bis 1900 nach Plänen des Trierer Architekten Ernst Brand im neogotischen Stil errichtet. Die Hallenkirche mit zwei Seitenschiffen schließt im Osten mit einem ⅝-Chor ab und besitzt ein kurzes Querhaus. Das niedrige Langhaus ist sehr breit ausgelegt. In der Westturmfassade sind links und rechts einfache Portale, darüber Figuren in Nischen. Der trutzige Turm auf quadratischem Grund verjüngt sich gestuft nach oben und besitzt einen Spitzhelm. | |
| Schliefstraße Lage                                              | Jüdischer Friedhof                                                         | Nachdem sich die ersten Juden 1671 in Saarwellingen niederließen, wurde um 1725 ein Friedhof angelegt. Das älteste erhaltene Grab stammt aus dem Jahr 1829, die letzte Beerdigung fand im September 1936 statt. Der Friedhof wurde bereits 1884 verwüstet. Dabei wurde das Tor des Friedhofs zerstört und mehrere Grabsteine umgeworfen. Bei den Novemberpogromen im Jahr 1938 wurde der Friedhof erneut geschändet und dann in den letzten Kriegstagen eingeebnet. Nach 1945 wurde er durch die Synagogengemeinde Saar wieder hergestellt. | |
| Schlossplatz Lage                                               | Schloss Saarwellingen                                                      | 1376 wurde die „Veste Wellingen“ erstmals urkundlich erwähnt. Während des Dreißigjährigen Krieges wurde sie mehrfach geplündert. 1715 bis 1719 ließen die Herren durch den Architekten Joseph C. Motte aus Genf ein kleines Schloss auf dem ehemaligen Burggelände errichten, das 1766 niederbrannte. Die Grafen von Wied-Runkel, die seit 1726 die Herrschaft Saarwellingen besaßen, begannen sofort mit dem Neubau eines Residenzschlosses. Im Zuge der französischen Revolution verloren die Grafen ihr Eigentum und das Schloss wurde 1804 versteigert. 1818 erwarb die Gemeinde das Schloss und nutzte es als Schulhaus. 1879 wurde das Schulhaus durch einen Anbau erweitert. Durch Artillerie-Beschuss wurde das Gebäude zum Ende des Zweiten Weltkriegs schwer beschädigt. 1948 erfolgte der Wiederaufbau. 1976/77 wird das Schloss zum Rathaus umgebaut. Das Schloss war ursprünglich ein barocker Vierseithof. Die Front wurde durch das Herrenhaus und zwei mächtige Torbögen gebildet. In den beiden hinteren Ecken ragten trutzige, niedrige Wehrtürme auf. Das einstmals siebenachsige Herrenhaus mit Mansardwalmdach wurde beim Umbau um fünf Achsen erweitert. Der Anbau nimmt die Architektur des Herrenhauses auf und verlängert es. Rückwärtig springt der Anbau hervor. | |

## Schwarzenholz
| Lage                    | Bezeichnung                                        | Beschreibung | Bild |
| ----------------------- | -------------------------------------------------- | --- | ---- |
| Bartholomäusstraße Lage | kath. Pfarrkirche St. Bartholomäus mit Ausstattung | Die Bartholomäuskirche wurde 1914/15 nach Plänen von Ludwig Becker und Anton Falkowski errichtet. Die dreischiffige Hallenkirche mit angedeutetem Querhaus wurde im neogotischen Stil erbaut. Der Turm wurde seitlich an die Westfassade angebaut. Ein kleiner Treppenturm wurde angesetzt. |      |
| Bousstraße 10 Lage      | Andachtskreuz, 1723                                | |      |